# Diego Prieto Dávila
Diego Prieto Dávila, (Nacimiento (posiblemente en España), muere posiblemente antes de 1650 en San Antonio de Gibraltar, estado Mérida, Venezuela) Fue un Teniente de Gobernador, Regidor y Justicia Mayor, Capitán General y Encomendero de la Ciudad de Mérida en Venezuela casado con Doña María de Bedoya.

## Casa de Contratación
La Casa de Contratación es una institución ubicada en Sevilla España, que controló la emigración de España a América, la Licencia se convirtió en requisito obligatorio desde 1539, Diego Prieto Dávila de formación militar fue funcionario de la Casa de la Contratación, un ejemplo de un registro de Licencia de pasajero otorgada por Diego Prieto Dávila en 1590.
Toribia Sánchez es una joven soltera de veinticuatro años, más o menos, no sujeta a matrimonio ni religión, en quien no hay defecto que le impidiera ir a las Indias, y es una mujer de talla mediana, con su rostro picado por la viruela, las cejas juntas [en el medio], con un pequeño lunar detrás de la oreja derecha.

### Repartimiento de Aricagua
Se le confió el repartimiento de los Aricaguas al capitán Alonso García de Rivas y Toledo quien llega a Mérida en 1592, yerno del capitán Hernándo Cerrada Marín, uno de los fundadores de Mérida, quien designó encomiendas en esta región a Juan Pérez Dávila, Diego de la Peña, Diego Prieto Dávila y otros.

### Rebelión indígena
El 2 de febrero de 1600, el Teniente de Corregidor de Mérida Diego Prieto Dávila, exponía:
“... que en el Ancón de Maruma de la provincia, tres leguas, poco más o menos término y jurisdicción de la villa de San Antonio de Gibraltar, están unos indios poblados que no an dado obediencia al Rey... sean encomendados en Gonzalo Palomino Rendón…”
El Capitán Diego Prieto Dávila recomienda se entreguen los indios del Ancón de Maruma a Gonzalo Palomino Rendón

### Reconstrucción del puerto
El 28 de julio de 1600 se emite un Auto del Cabildo, Justicia y Regimiento de Mérida nombrando como reconstructor del puerto de San Antonio de Gibraltar al capitán Diego Prieto Dávila
El 6 de septiembre de 1600, se ordenó que el Capitán Diego Prieto Dávila, asumiera las funciones de reedificador del puerto. Esa solicitud fue aprobada por Francisco de Sande Presidente de la Real Audiencia de Santa Fe de Bogotá, con la expresa comisión que el Alcalde hiciera leva de gente para castigar a los belicosos aborígenes; del mismo modo ratificó que los encomenderos de los indígenas radicados en las vertientes del lago de Maracaibo residieran en el puerto.

### La Veguilla
“Vázquez de Cisneros mandó a poblar y juntar, por un lado, en la mesa de Chaquentá, en la otra banda del río Nuestra Señora, los repartimientos de indios de Mucuño, de Juan Sánchez Osorio, Tostos de Juan Pérez Dávila, Mucurute de Magdalena Navarro, Mucufez de Juan Félix de Bohórquez, La Veguilla de Diego Prieto Dávila, Mucusos y Cruces de Diego de Ruicabo, Muchachí de Juan Sánchez Osorio, Mucuchay de Antonio Gaviria y Mucumaragua del valle de Aricagua de Jacinto Salas.
Según Scioscia y Tavares, Diego Prieto Dávila fue el primer español en poseer las tierras de la Veguilla en 1637.
"El repartimiento que llaman de la Veguilla de la encomienda del dicho Capitán Diego Prieto Dávila que esta junto al dicho valle de las Acequias cinquenta y ocho yndios utiles un cacique cinco reservados dos ausentes que son sesenta y seis barones y más ciento y trece personas sus mujeres hijos y familias que todas juntas son ciento y setenta y nueve personas."

### Obras de madera de la Iglesia Mayor
El contrato firmado el 9 de marzo de 1602, en el Archivo General del Estado Mérida que se llevó a cabo entre las autoridades y el carpintero Bartolomé Jiménez, para hacer las obras de madera de la Iglesia Mayor, y finalmente quien se encarga es el maestro carpintero Pedro de la Peña, una vez que se pregonó en Santafé, En el mismo queda explicitada la importancia del maestro, al decir que el Cabildo, Justicia y Regimiento de la ciudad, a saber, el Capitán, Teniente de Corregidor y Justicia Mayor Diego Prieto Dávila, el capitán Hernando Cerrada y Diego de la Peña, Alcaldes ordinarios y Antonio de Reynoso Valdés y Diego de la Peña el mozo, Regidores, habiendo visto las condiciones con que Pedro de la Peña, carpintero, maestro de la obra de la Iglesia Mayor de la ciudad de Santafé (Bogotá), se obliga a hacer la de esta ciudad. Ayudado por otros dos carpinteros: Cristóbal Pérez y Cristóbal López.
En el documento de 1613 del registro del archivo de Mérida, en la que se da posesión al capitán Diego Prieto Dávila de la encomienda de los indios Giros o Giraharas de mucuiuino, aparecen nombres similares al Timote.

### San Antonio de Mucuño

Ruinas de San Antonio de Mucuño

Alonzo Vázquez de Cisneros, seleccionó a Diego Prieto de Dávila, Juan Félix Ximeno de Bohórquez, Juan Sánchez Osorio, Diego de Ruicabo, Alonso Suárez del Arroyo y Antonio de Gaviria para fundar San Antonio de Mucuño en la mesa de Chaquenta (Pueblos del Sur). Por Problemas geológicos este pueblo de doctrina fue mudado en dos oportunidades, la primera en el año 1692 y la segunda en el año de 1848 cuando se comienza a conocer como San Anotnio de Acequias.

### San Antonio de Gibraltar
Existía con el nombre de Puertos de Mérida desde 1562 y fue formalmente fundada en febrero de 1592 por Gonzalo de Piña Ludueña, los indios Quiriquires y Zaparas inician varios combates contra los españoles desde el año 1580, y a partir de 1598 se dedicaron a asaltar barcos y fragatas. La Audiencia de Santa Fe de Bogotá, comisionó al Teniente de Gobernador de Mérida Diego Prieto Dávila, y al Capitán Velasco, para que sometiera a los sublevados. Desde el 1 de noviembre del año 1600, los indios Quiriquires tomaron Gibraltar. El gobernador de Trujillo Juan Pacheco Maldonado, entró en el año 1607 al lago con sus naves, capturando al bravo Cacique Nigale de los Zaparas, terminando con la amenaza de estos valientes nativos y controlando con cierto éxito la acción de los Quiriquires. Sin embargo, recuperados los Quiriquires, se reagruparon para incendiar por segunda vez a Gibraltar, sin que pudieran impedirlo ni Pedro Venegas Comisionado de Mérida para reforzar las fuerzas españolas, ni Pacheco Maldonado que permanecía con sus naves en el lago. Otras tribus de la zona lacustre, Motilones y Guaraníes, se aliaron a los Quriquires, para azotar periódicamente la región con sus incursiones por más de quince años. Durante este lapso, los expedicionarios españoles mantuvieron a raya la acometida de los indios, hasta que en 1617, el Capitán Juan Pérez de Cerrada, enviado desde Mérida, pudo someter a los Quiriquires. Gibraltar fue repoblada más tarde por una expedición enviada por el Cabildo de Mérida, al mando de Diego Prieto Dávila y Juan Esteban de Ulloa.

### Cuentas
16 de septiembre de 1619. “En el sitio de Chachopo de Mucutumpache en diez y seis días del mes de septiembre de mil seiscientos y dies y nueve años yo Melchor Martin poblador nombrado por el licenciado Alonso Vasques de Cisneros… que se manda hazer en este sitio de Mucutucumpache del repartimiento de Lorenço Cerrada el Capitán Diego Prieto de Avila y Juan Antonio de Cetina en cumplimiento de mi comision hize señalamiento de iglesia en este sitio… yo Fabian Garcia de la Parra presbitero cura doctrinero de los yndios de la nueba poblazion de Mucuruhum del Valle de los Timotes que abra dies dias que estube en la nueba poblacion del pueblo de Mucutucumpache en el Valle de Chachopo y la vi y pasee en la qual estan agregados juntos y poblados los yndios de Chachopo y parcilidad de Mucuse de la encomienda de Lorenço Cerrada, y los yndios de la parcilidad de Chachopo apellido Timotes de la encomienda del Diego Prieto Davila y en la nueva poblazon estan hechas las casas y bohios de los yndios por sus calles quadras y solares…”

### Cacao
El 29 de marzo de 1627, En aquel tiempo, se observó cómo incultamente se desarrollaban los árboles que fructificaban el cacao de excelente calidad en un documento emitido por el procurador de Mérida don Diego Prieto Dávila éste afirma “porque según hasta agora se ha experimentado de más de cincuenta años siempre va en aumento” 

### Motilones
El 23 de marzo de 1639, debido al fracaso en los esfuerzos realizados con respeto a la conquista de los motilones motivó a que se llamara a Diego Prieto Dávila ante la Real Audiencia de Santafé de Bogotá para responder sobre:
“... la pacificación que se ofreció hacer de los dichos indios del río Zulia y su contenido, que su magestad ordenó despachar...”
Por lo cual apoderó al capitán Francisco de la Torre Barreda para que acudiera en su defensa. En ese mismo año, el tribunal santafereño, suscribió una capitulación con Francisco de Ribas para pacificar a los indios tratomos, eneales, guajiros, corcovados, carates y otros que se hallaban rebeldes, lo que demuestra el continuado esfuerzo en someter a los sediciosos indígenas.